# Альфред Крупп
Не плутати з Альфрідом Круппом!
Альфред Крупп (26 квітня 1812 — 14 липня 1887) — визначний німецький підприємець, один з засновників сталеливарного виробництва у західній Німеччині. Походив з родини промисловців — Круппів.

## Життєпис
Народився в м. Ессені у родині підприємця Фрідріха Круппа та Терези Вільгельмі. З дитинства Альфред цікавився справами батьківської справи у ливарництві. У 1826 році помирає Фрідріх Крупп, залишивши борги у 10 тисяч талерів. Під керівництвом своєї матері Терези Альфред починає поступово навчатися керувати виробництвом сталевих виливків. Весь свій час Альфред присвячував розвитку виробництва та погашенню боргів. У 1830 році ситуація значно покращилася.
Альфред практично не бував на фабриці, здебільшого шукав клієнтів. За справами наглядав його брат Герман, який працював бухгалтером. Альфред активно шукав замовників. Для цього пішки обійшов усі околиці Ессена.
Незабаром якість інструментів (токарських), які вироблялися на підприємстві Альфреда Круппа, стали досить відомими. До всього економічний розвиток у Європі, зокрема й у Німеччині сприяв зростанню замовлень сталевої продукції. 26 серпня 1830 року Альфред Крупп уклав перший значний договір на поставку роликів литої сталі компанії Гюзекен у Лімбурзі. Намагаючись розширити ринок збуту, Альфред у 1832 році здійснив велику подорож вверх по Рейну, де знайшов нових клієнтів серед ювелірів та золотих справ майстрів. У наступній подорожі по Вюртенбергу, Баварії, Саксонії Альфред Крупп отримав замовлення, які значно перевершували можливості невеличкої фабрики Круппів. Це змусило розширювати фабрику. Створення у 1834 році Північнонімецького митного союзу на чолі із Пруссією розширило можливості торгівля у межах Німеччини. У 1836 році на фабриці Альфреда Круппа працювало 60 робітників. Вони мали соціальне страхування (одне з перших у країні) та отримували житло. За все Альфред Крупп вимагав лояльності від них. У 1838 році завод Альфреда отримує патент на виготовлення ложок та виделок.
В цей же час брат Альфреда — Фрідріх робить важливий винахід — ложковий валок, завдяки якому фабрика Круппів щоденно виготовляє 1800 ложок, виделок, інших столових приборів. Крім того Фрідріх винайшов дзвоник з прутової сталі, апарат для збору пилу, вдосконалив якість тиглів.
У 1843 році Альфред Крупп укладає договір щодо співробітництва з банкіром Олександро фон Шеллером з Нижньої Австрії. Основа замовлення Шеллера — столові прибори. Очолив представництво у Відні брат Альфреда — Герман Крупп. Альфред Крупп також знаходить вихід на швейцарський та південнофранцузький ринки, налагоджує контакти з клієнтами з Бразилії та Східної Індії. Водночас він багато робить для розширення фабрики. На це витрачаються значні кошти, що разом з економічною кризою, посиленням конкурентів (Якоба Майєра з Швабії) призвело до погіршення фінансового стану Альфреда Круппа.
Під час революції 1848 року заворушення охопили багато підприємств, робітники нищили верстати та обладнання. Проте нічого цього не було на фабриці Альфреда Круппа. З його виробництва звільнилося лише 2 робітника. Водночас торговельні зв'язки були перервані, й в якийсь момент Альфред не мав змоги платити зарплатню. Він наказав переплавити родинне срібло, щоби виплатити трудящим заробітну плату. Завершення революції у Німеччині, відкриття запасів золота у Каліфорнії та Австралії надали новий поштовх розвитку фабрики Альфреда Круппа.
У 1851 році на Всесвітній виставці у Лондоні сталь, вироблена на заводі Круппа, отримала найвищу оцінку. У 1854 році на виставці у Мюнхені Альфред Крупп представив винахід — безшовний залізничний обідок. Його винайшли ще у 1852 році. Альфред Крупп продовжує перебудовувати та розширювати фабрику. На ній в цей час вже працювало близько 1000 робітників. Навіть у 1857 році, коли почалася нова економічна криза, виробництво Круппа залишалося на підйомі. В цей час Альфред Крупп працює над розробкою зброї й у квітні 1860 року отримує замовлення від армії Пруссії на виробництво 312-фунтових гармат. Після цього зброя Круппа постачається до багатьох країн Європи, окрім Франції. В подальшому зброя Круппа активно використовувалися у війнах Пруссії з Данією, Австрією, Францією, де зарекомендувала себе якнайкраще.
У 60-ті роки Альфред Крупп перейшов до масового виробництва бесемерівської рідкої сталі, для чого скуповує копальні, розширює свою сировинну базу. Разом з тим багато будує робітничих селищ. У 1861 році Альфред розробив паровий ковальський молот «Фріц», що розширило можливості виробництва.
У 1869 році Альфред Крупп встановив першу у Німеччині домену піч, а у 1872 році видав «Загальний статут» з 72 положень, де заклав основи керівництва фабрикою, її виробництвом. Його працівники мали можливість купити дешеві товари у лавці Круппа, жити у гарній квартирі, при виході на пенсію купити хатинку в Альтенгофі поблизу Ессена.
Важка економічна криза 1870-х років відобразилася й на сталеливарній фабриці Альфреда Круппа. Знадобилося особисте втручання кайзера Вільгельма I, щоб становище покращилося. Після закінчення кризи завод перепрофілювали на виробництво зброї для інших країн, а потім — на постачання рейок для США. Незабаром економічний стан заводу Альфреда Круппа відновилося.
Помер Альфред Крупп 14 липня 1887 року в м. Ессен.

## Родина
Дружина — Берта Ейгоф (1831—1888)
Діти:
- Фрідріх (1854—1902)